# Drapeau de la Slovénie
Le drapeau de la Slovénie est composé des trois couleurs panslaves rouge, bleu et blanc, héritées du drapeau de la Yougoslavie dont la Slovénie est issue.
L'écu, qui est également le blason du pays, est placé du côté de la hampe du drapeau, à cheval sur les bandes blanche et bleue. Celui-ci représente, en blanc, les trois sommets d'une montagne sur fond azur, le mont Triglav et les deux faces ondulées bleues en pointe de l'écu représentent la façade maritime et les rivières du pays. Les trois étoiles d'or à six rais placées au-dessus du mont Triglav rappellent les armes de la famille des comtes de Celje qui a dominé la Slovénie à partir de 1130 environ. L'écu est bordé de rouge. Sur le drapeau, la hauteur du blason est égale à celle d'une bande et le centre est placé à un quart de la largeur totale tandis qu'il est en hauteur sur la frontière des deux bandes du haut.
Sans son écu, le drapeau de la Slovénie est identique à celui de la Russie, bien que les proportions soient différentes. Il est aussi très similaire à celui de la Slovaquie, bien que l'écu soit différent et dans une position différente aussi.
Une réglementation adoptée le 10 novembre 1995 a défini comme pavillon de beaupré le blason de la Slovénie centré sur un champ bleu. On trouve également le pavillon sous un ratio de 2/3. Ce pavillon est remplacé l'année suivante par un pavillon blanc bleu et jaune, reprenant les couleurs du blason national.

## Drapeau historique

Drapeau de l'ancienne République socialiste de Slovénie (1945-1991).

La république socialiste de Slovénie a adopté l'ordonnancement des bandes dès le 18 janvier 1947 mais c'était une étoile rouge bordée de jaune qui figurait alors au centre du drapeau.
On pouvait alors le confondre avec celui de la Croatie ou celui de la Serbie qui avaient la même composition. 